# Episodi di Doc (terza stagione)
La terza stagione della serie televisiva Doc è stata trasmessa in prima visione negli Stati Uniti d'America da PAX Television dal 2002 al 2003. In Italia è stata trasmessa su Rete 4.
| nº | Titolo originale           | Titolo italiano          | Prima TV USA | Prima TV Italia |
| -- | -------------------------- | ------------------------ | ------------ | --------------- |
| 1  | Full Disclosure            | Il mentore               | 2002         |                 |
| 2  | On Pins and Needles        | Un sogno bruciato        |              |                 |
| 3  | Stroke of Luck             | Un colpo di fortuna      |              |                 |
| 4  | Sea No Evil                | Il Bell'Antonio          |              |                 |
| 5  | Nobody                     | Compagni di scuola       |              |                 |
| 6  | Full Moon Rising           | Luna piena crescente     |              |                 |
| 7  | The Price of a Miracle     | L'altro uomo             |              |                 |
| 8  | Second Time Around         | Ricordami                |              |                 |
| 9  | The Producers              | Amori e compromessi      |              |                 |
| 10 | Man's Best Friend          | Il dipinto               |              |                 |
| 11 | A Clear and Present Danger | Solo per amore           |              |                 |
| 12 | Don't Ask, Don't Tell      | Guai in famiglia         |              |                 |
| 13 | Angels in Wating           | Angeli in attesa         |              |                 |
| 14 | Lost and Found             | Effetti collaterali      |              |                 |
| 15 | Welcome to New York (1)    | Benvenuti a New York (1) |              |                 |
| 16 | Welcome to New York (2)    | Medico cura te stesso    |              |                 |
| 17 | Smoke Gets in Your Eyes    | Amore di padre           |              |                 |
| 18 | Safety First               | La medicina sbagliata    |              |                 |
| 19 | The Checkered Flag         | Competizione in famiglia |              |                 |
| 20 | Evaluate This              | Questione di sangue      |              |                 |
| 21 | While You Were Snoring     | Errori di valutazione    |              |                 |
| 22 | And Baby Makes Four        | L'inganno                | 2003         |                 |